# 프랑스 프로축구연맹
프랑스 프로축구연맹(프랑스어: Ligue de Football Professionnel, 프랑스어 발음: [liɡ də futbol pʁɔfɛsjɔnɛl]), LFP)은 프랑스의 프로축구 전반을 관장하는 기구로써, 프랑스의 프로 축구 리그인 리그 1과 리그 2를 주관한다. 현재 회장은 나탈리 브와 드 라 투르가 맡고 있으며 본부는 프랑스 파리의 레오 들리브길에 있다.